# Глакенс, Уильям
Уильям Джеймс Глакенс (англ. William James Glackens; 13 марта 1870, Филадельфия — 22 мая 1938, Уэстпорт, Коннектикут) — американский художник.

## Жизнь и творчество
Начинал свою карьеру художника как иллюстратор при издательстве Филадельфия пресс, затем учился в Пенсильванской академии изящных искусств у Роберта Генри. В 1895 на год уезжал в Париж; после возвращения в Филадельфию начал писать пейзажи в стиле Дж. Макнейла Уистлера.
В 1898 совместно с художником Джорджем Лаксом путешествовал по Кубе; вернувшись в родной город, создавал преимущественно картины, посвящённые улицам и площадям большого города. В 1906 вновь посетил Францию, совершил поездку в Испанию. В 1908 выставлял свои работы вместе с представителями нью-йоркской «школы мусорных вёдер».
Переехав в Нью-Йорк, продолжал рисовать на свою излюбленную тему — сцены жизни большого города. Стилистически его работы близки творчеству импрессионистов, в частности Эдуарду Мане. Входил в число членов Эшканской группы.

## Галерея

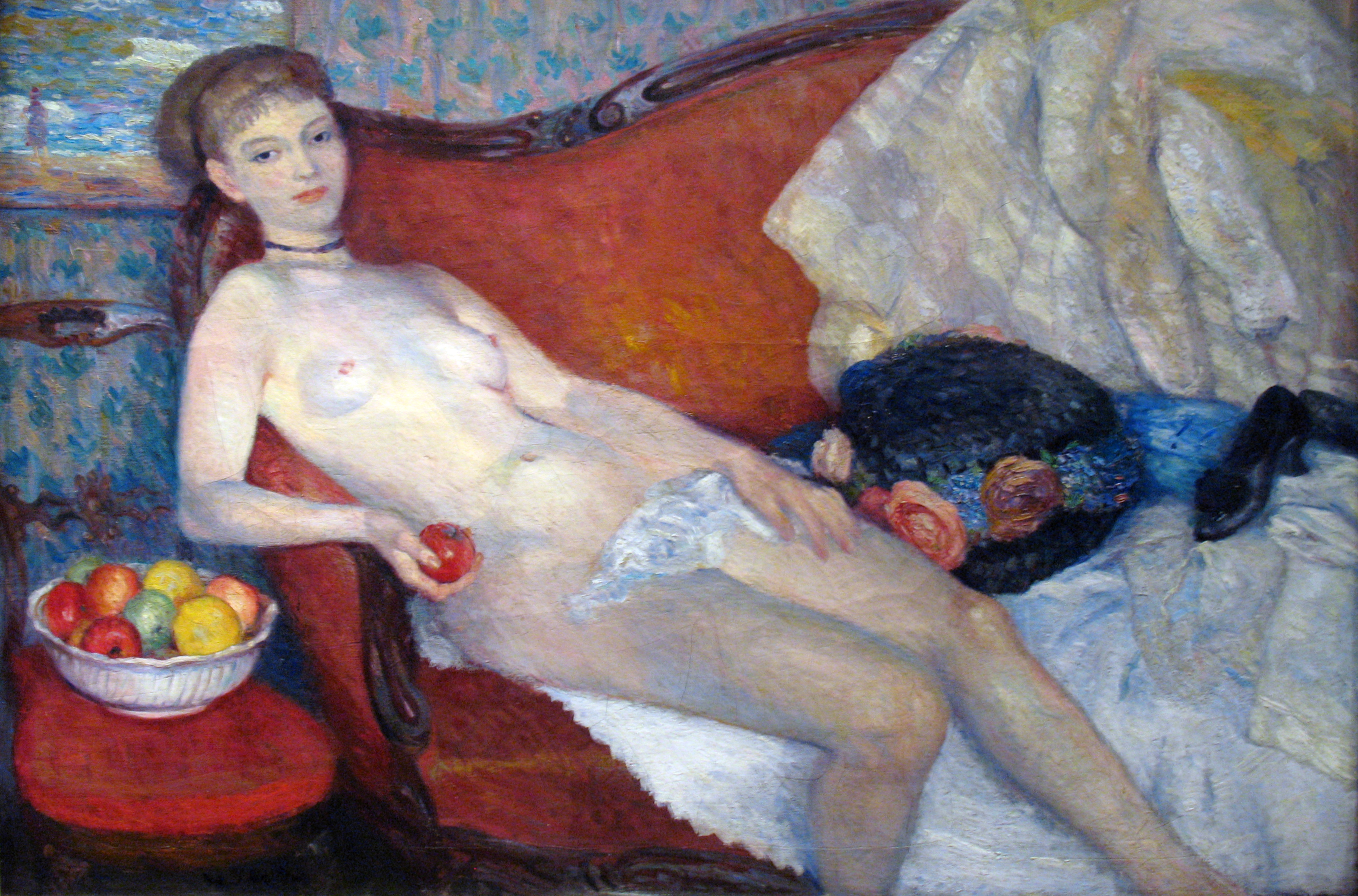
Обнажённая с яблоком (1910)
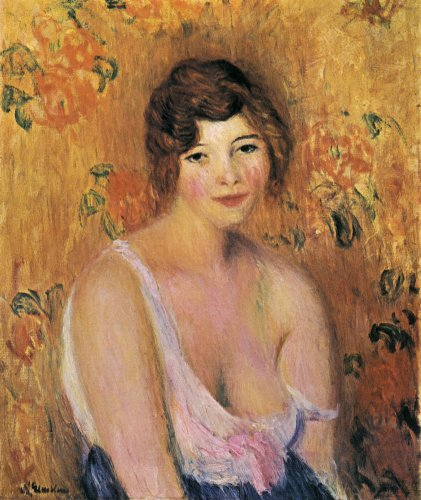
Портрет актрисы Кей Лорелл (1915)
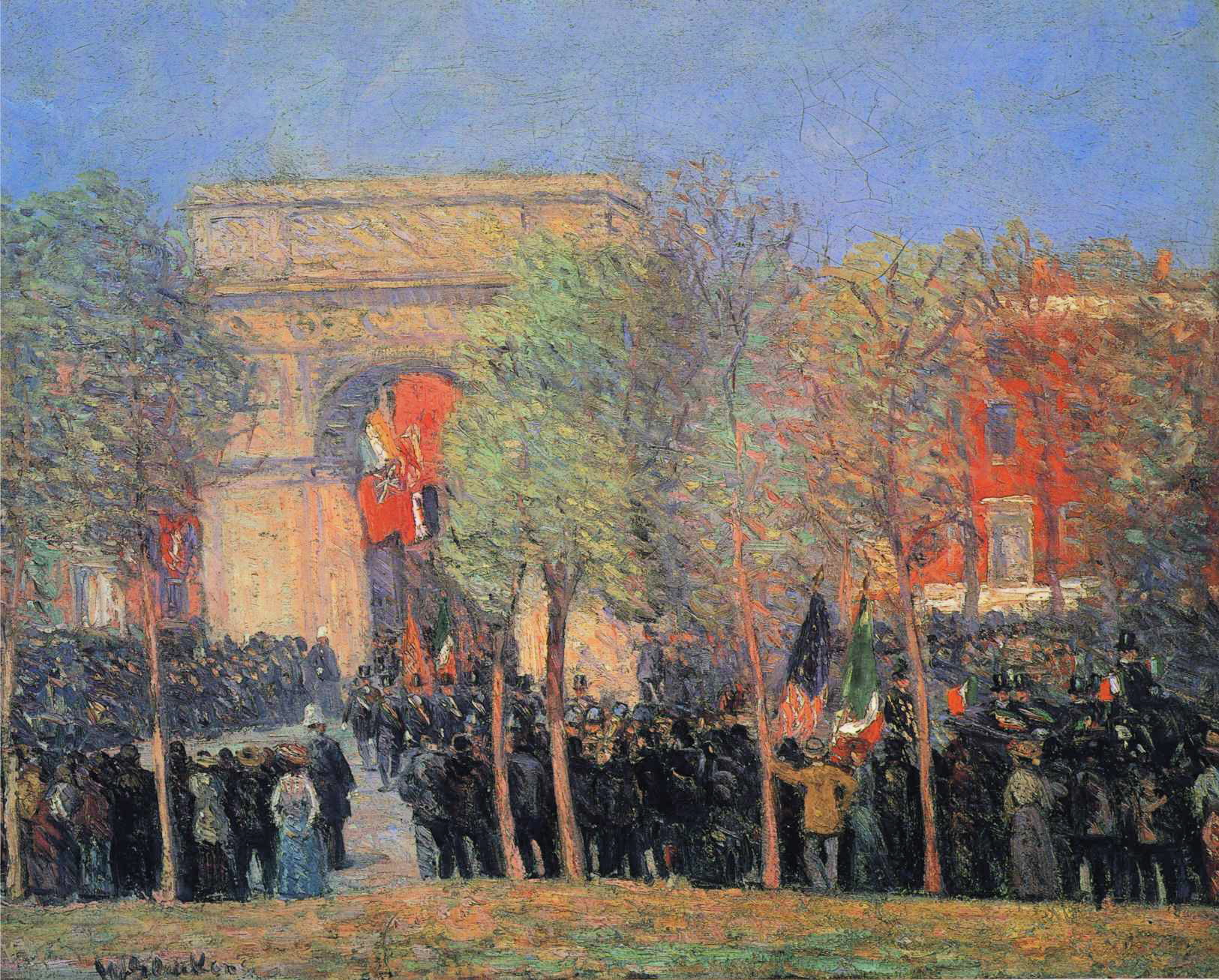
Итало-американский праздник на Вашингтон-сквер (1912)
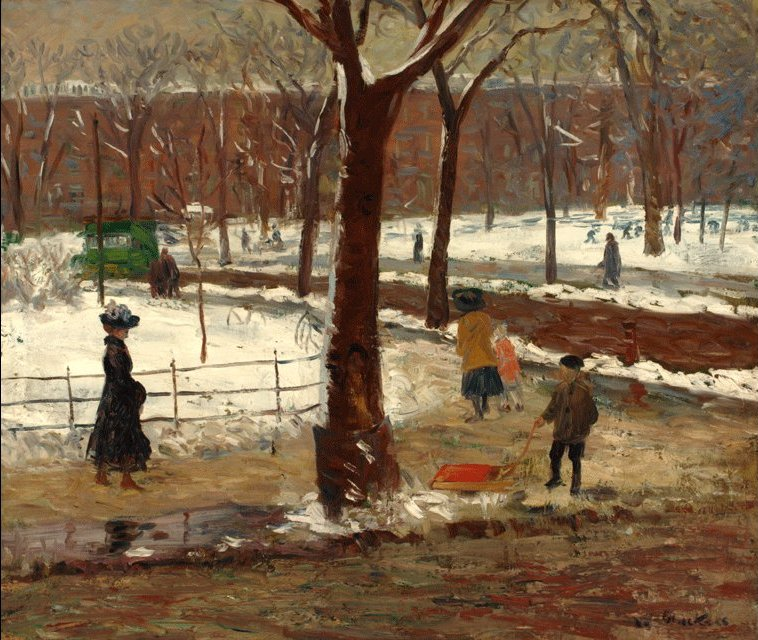
Вашингтон-сквер (1910)
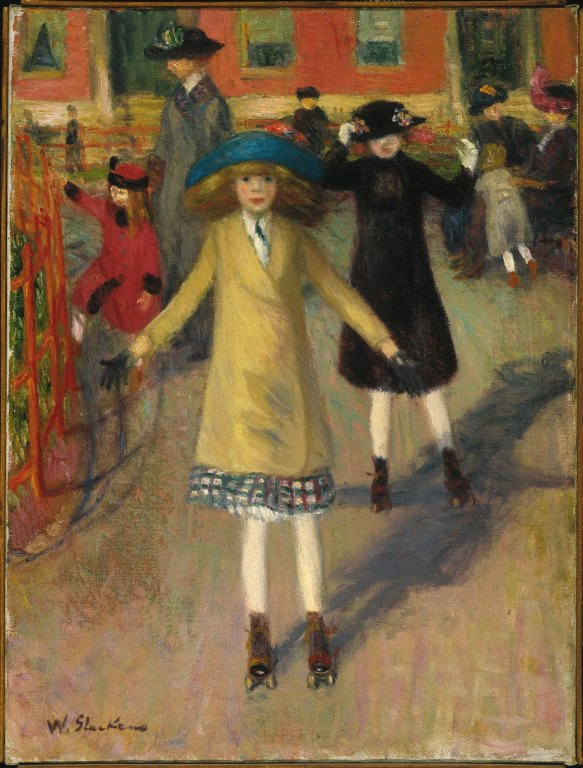
Дети на роликах (1912-1914)
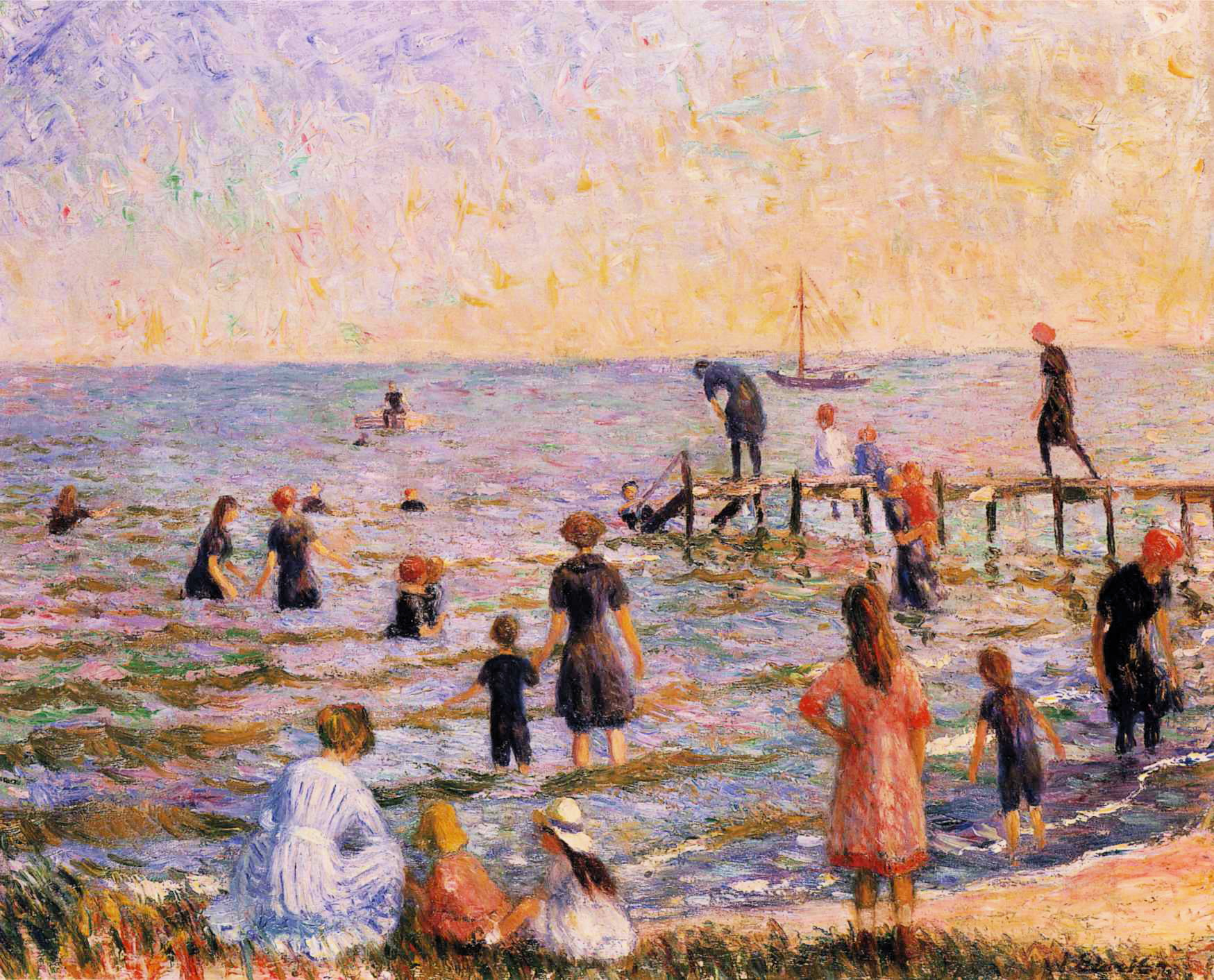
Купание в Беллпорте, Лонг-Айленд
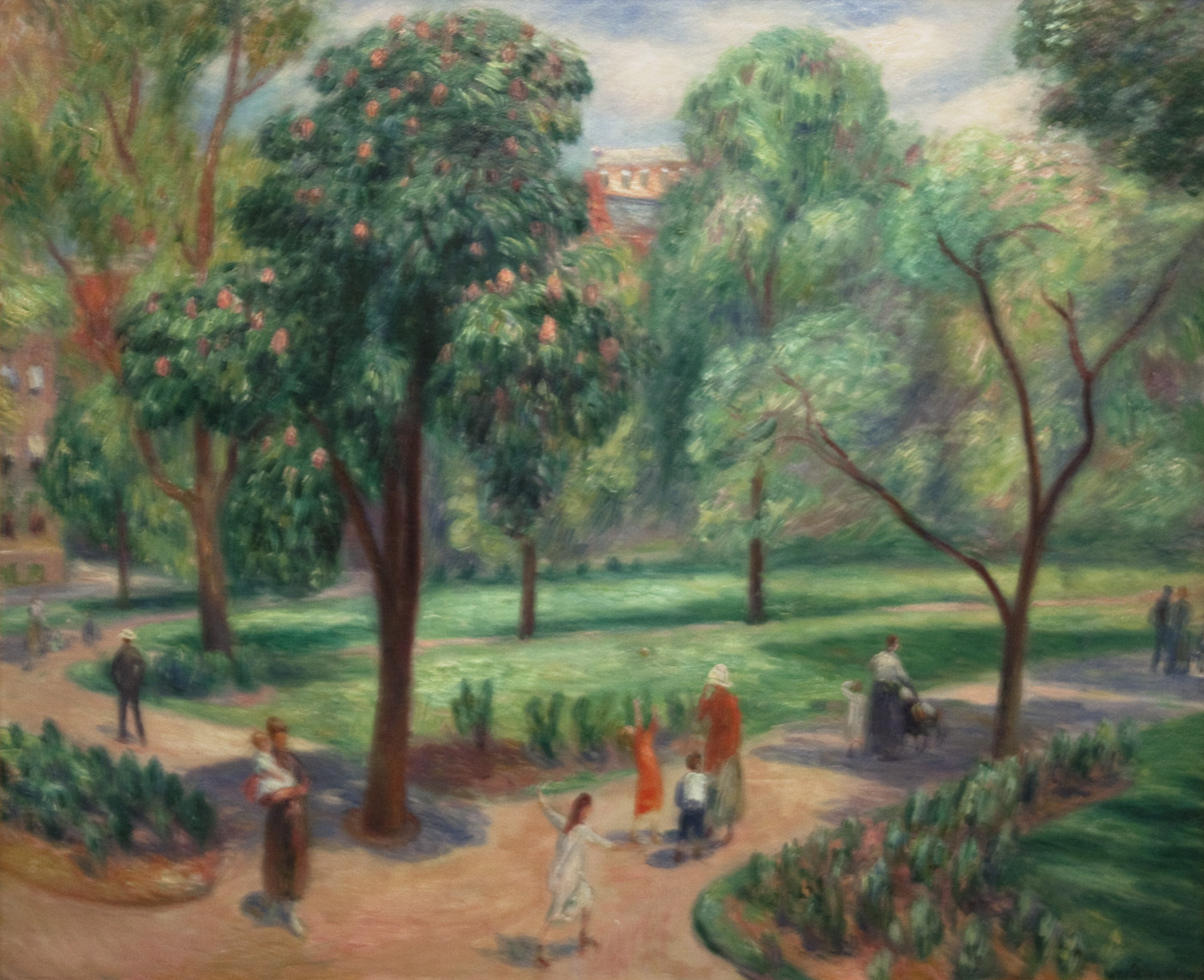
Среди деревьев
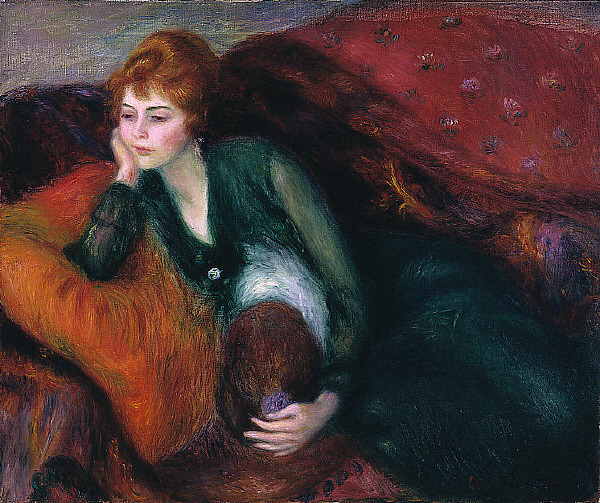
Девушка в зелёном платье (1915)
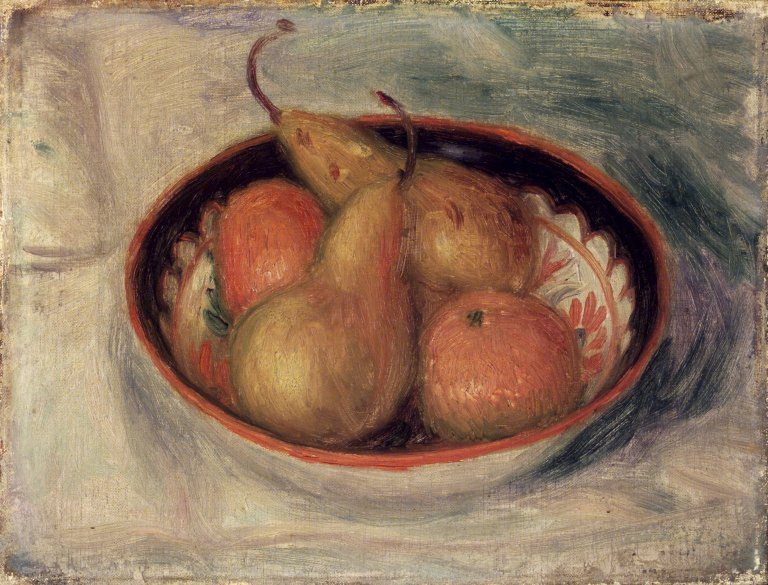
Груши и апельсины в миске
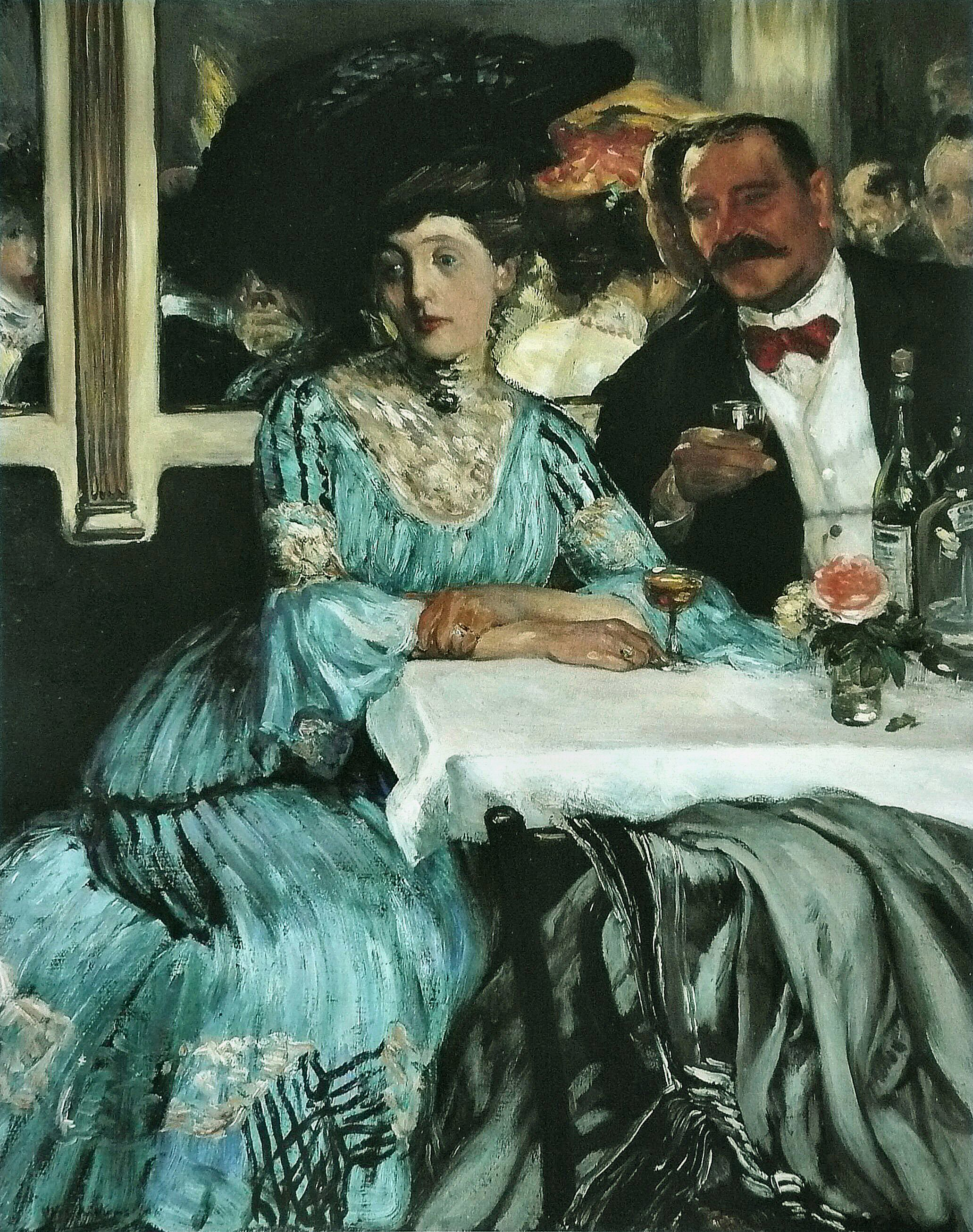
У Мукена (1905)